# Samstagern

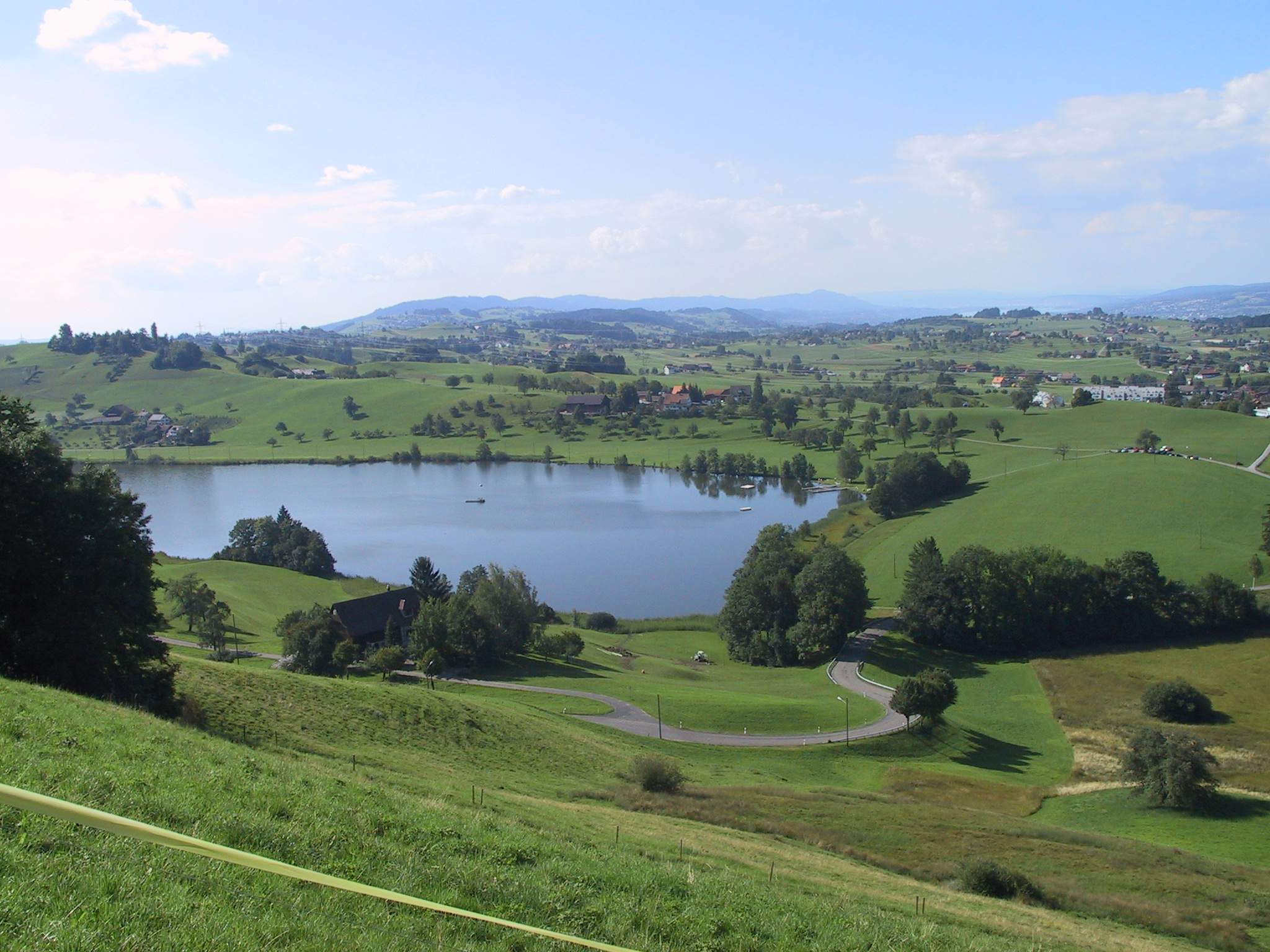
Lago Hüttensee situado en Samstagern, que se encuentra tras la colina

Samstagern es una localidad de la comuna suiza de Richterswil, en el Cantón de Zúrich.
Se encuentra situada en el  suroeste de la comuna.
En el sur de la localidad se encuentra el lago conocido como Hüttnersee.

## Transportes
Ferrocarril
Existe una estación ferroviaria en la localidad, donde efectúan parada trenes de cercanías de dos líneas de la red S-Bahn Zúrich.